# Реуматичне болести
Реуматичне болести (РБ) или реуматизам  су стања која узрокују хроничне, често повремене болове која погађају зглобове или везивно ткиво.
РБ не означавају никакав специфичан поремећај, али обухватају најмање 200 различитих стања, укључујући запаљење зглоба (артритис) и „незглобни реуматизам“, такође познат као „синдром регионалног бола“ или „реуматизам меких ткива.".

## Терминологија
Термин реуматизам потиче од каснолатинског rheumatismus, у крајњој линији од грчког ρευματιζομαι „патити од флукса“, при чему rheum  значи телесна течност, односно свако испуштање крви или телесне течности.
Пре 17. века, бол у зглобовима за који се сматрало да га изазивају вискозне накупине које продиру у зглобове увек се називао гихт, реч која је усвојена у средњем енглеском из старофранцуског gote  „кап; гихт, реуматизам“. 
Енглески термин рхеуматизам у садашњем смислу је у употреби од касног 17. века, јер се веровало да је хронични бол у зглобовима узрокован прекомерним протоком rheum-а ( телесне течност) унутар зглоба.
У данашњој литератури често постоји блиско преклапање између термина поремећај меког ткива и реуматичних болести (реуматизма), понекад се за описивање ових стања користи термин „реуматски поремећаји меког ткива“.
Термин „реуматичне болести“ се користи и у Међународној класификацији болести за означавање поремећаја везивног ткива.  Грана медицине која се бави дијагностиком и терапијом реуматизма назива се реуматологија.
Многе реуматичке болести које су хроничног трајања, са повременим боловима (укључујући болове у зглобовима, врату или леђима) су историјски били узроковани заразним болестима. Њихова етиологија је била непозната до 20. века и није се лечила. Постинфективни артритис, такође познат као реактивни артритис, и реуматска грозница су други примери.

## Класификација
Реуматичке болести  су подељени у 15 главних категорија на основу номенклатуре и класификације наведене у МКБ10.
- 1(М00-М03) Инфекцијски артритис
- 2(М05-М14) Запаљењска обољења зглобова
- 3(М15-М19) Дегенеративна обољења зглобова
- 4(М20-М25) Стечени деформитети прстију, болести чашице, унутрашње болести колена
- 5(М30-М36) Системске болести везивног ткива
- 6(М40-М43) Дегенеративна обољења кичме
- 7(М45-М49) Обољења кичме
- 8(М50-М54) Друга обољења кичме
- 9(М60-М63) Обољења мишића
- 10(М65-М68) Обољења синовија тетива
- 11(М70-М79) Друга обољења меких ткива
- 12(М80-М85) Поремећаји густине структуре кости
- 13(М86-М90) Друга обољења кости
- 14(М91-М94) Обољења хрскавице
- 15(М95-М99) Други поремећаји мишићно-скелетног система и везивних ткива